# Carl Edström
Carl Edström, född 10 april 1837 i Södertälje, död 11 maj 1893 i Stockholm, var en svensk premiärdansör och balettmästare.
Carl Edström var son till kopparslagarmästaren Erik Gustafsson Edström. Han antogs som 14-åring som balettelev vid Kungliga Teatern. Edström var 1856–1860 engagerad hos Johan Petter Roos, där han dels uppträdde som skådespelare, dels som dansör och balettmästare. Edström spelade bland annat rollen som Lucidor i Oscar Wijkanders pjäs med samma namn. Efter studier i Köpenhamn och Berlin uppträdde han i landsorten med nya danser, och hade stor framgång. År 1861 träffade han dansösen Pepita de Oliva under hennes svenska turné och kom genom likhet med henne på idén att imitera henne i hennes utförande av El Ole. År 1863 uppträdde han för första gången i Stockholm på Södra Teatern som Pepita. Med El Ole hade han sedan framgångar vid flera teatrar och hov i Europa. Edström komponerade även flera bemärkta baletter, bland annat Ballet de Voiles, Dernière Pensée, Jenny-Valse, Terpsichore-Valse och Grande Fête Polonaise. Han erhöll 1882 Litteris et Artibus. Edström var även flitigt verksam som pedagog.